# ادرایا (ویرجینیا)
ادرایا، ویرجینیا (به انگلیسی: Adria, Virginia) یک منطقهٔ مسکونی در ایالات متحده آمریکا است که در ویرجینیا واقع شده‌است.

## خصوصیات
ادرایا ۷۵۱٫۰۴ متر بالاتر از سطح دریا واقع شده‌است.